# Гормиловский
Гормиловский — хутор в Верхнедонском районе Ростовской области.
Входит в состав Тубянского сельского поселения.

## География
На хуторе имеется одна улица: Гормиловская.

## Население
| 1989 | 2002 | 2010 |
| ---- | ---- | ---- |
| 284  | ↘269 | ↘254 |

## Достопримечательности
Территория Ростовской области была заселена еще в эпоху неолита. Люди, живущие на древних стоянках и поселениях у рек, занимались в основном собирательством и рыболовством. Степь для скотоводов всех времён была бескрайним пастбищем для домашнего рогатого скота. От тех времен осталось множество курганов с захоронениями  жителей этих мест. Курганы и курганные группы находятся на государственной охране.
Поблизости от территории хутора Гормиловского Верхнедонского района расположено несколько достопримечательностей – памятников археологии. Они охраняются в соответствии с Федеральным законом от 25.06.2002 N 73-ФЗ "Об объектах культурного наследия (памятниках истории и культуры) народов Российской Федерации", Областным законом от 22.10.2004 N 178-ЗС "Об объектах культурного наследия (памятниках истории и культуры) в Ростовской области", Постановлением Главы администрации РО от 21.02.97 N 51 о принятии на государственную охрану памятников истории и культуры Ростовской области и мерах по их охране и др. 
- Курганная группа   "Тубянский I" (3 кургана). Находится на расстоянии около 1,2 км к юго-западу от хутора Гормиловского.
- Курганная группа   "Тубянский II"  (3 кургана). Находится на расстоянии около 1,7 км к юго-западу  от хутора Гормиловского.
- Курган   "Тубянский III". Находится на расстоянии около 2,0 км к юго-западу  от хутора Гормиловского.
- Курган "Гормиловский I". Находится на расстоянии около 1,25 км к юго-западу  от хутора Гормиловского.
- Курган "Гормиловский II". Находится на расстоянии около 900 метров к юго-западу  от хутора Гормиловского[4].